# 飾西郡
飾西郡（日语：／ Shikisai gun */?）是過去位於兵庫縣中部的郡，已於1896年4月1日與飾東郡合併為飾磨郡。
過去的範圍現已全市被併入姬路市，相當於現在姬路市的西半部地區。

## 歷史
在令制國時代屬於播磨國，最初屬於飾磨郡一部分，但後來在13世紀至14世紀期間被分割為飾東郡及飾西郡兩郡。19世紀末江戶時代結束之際，飾西郡主要屬於姬路藩的領地，另有少部分地方為幕府領地。
隨著1868年幕府的結束及接著實施的廢藩置縣政策，曾分別先後隸屬兵庫裁判所、兵庫縣、姬路縣、龍野縣，1871年全數被整併到飾磨縣內，1876年再次整併後屬於兵庫縣。
1879年實施郡區町村編制法，正式的設置了近代的行政區劃「飾西郡」，郡役所設於高岡村（位於現在的姬路市市中心西北側）。

### 沿革

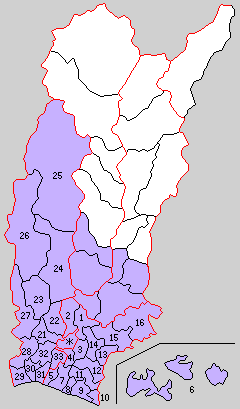
1889年飾西郡轄下的行政區劃
21.高岡村 22.安室村 23.曾左村 24.置鹽村 25.鹿谷村 26.菅野村 27.余部村 28.八幡村 29.高濱村 30.英賀保村 31.津田村 32.荒川村 33.手柄村
（紫色：縣屬姬路市、＊當時的姬路市、1 - 16屬於飾東郡）

- 1889年04月1日：實施町村制，飾西郡下設：高岡村（日语：高岡村 (兵庫県)）、安室村（日语：安室村）、曾左村（日语：曽左村）、置鹽村（日语：置塩村）、鹿谷村（日语：鹿谷村 (兵庫県)）、菅野村（日语：菅野村 (兵庫県飾磨郡)）、部村、八幡村（日语：八幡村 (兵庫県飾磨郡)）、高濱村、英賀保村（日语：英賀保村）、津田村（日语：津田村 (兵庫県)）、荒川村（日语：荒川村 (兵庫県)）、手柄村（日语：手柄村）。（13村）
- 1894年03月05日：高濱村改名為廣村（日语：広村 (兵庫県)）。
- 1896年07月1日：飾西郡和飾東郡合併為飾磨郡。